# Chizu
Chizu (jap. 智頭町 Chizu-chō) – miasto w Japonii, na wyspie Honsiu, w prefekturze Tottori. Według danych na rok 2020 miejscowość zamieszkiwało 6 427 mieszkańców , a gęstość zaludnienia wyniosła 28,6 os./km².